# کاج

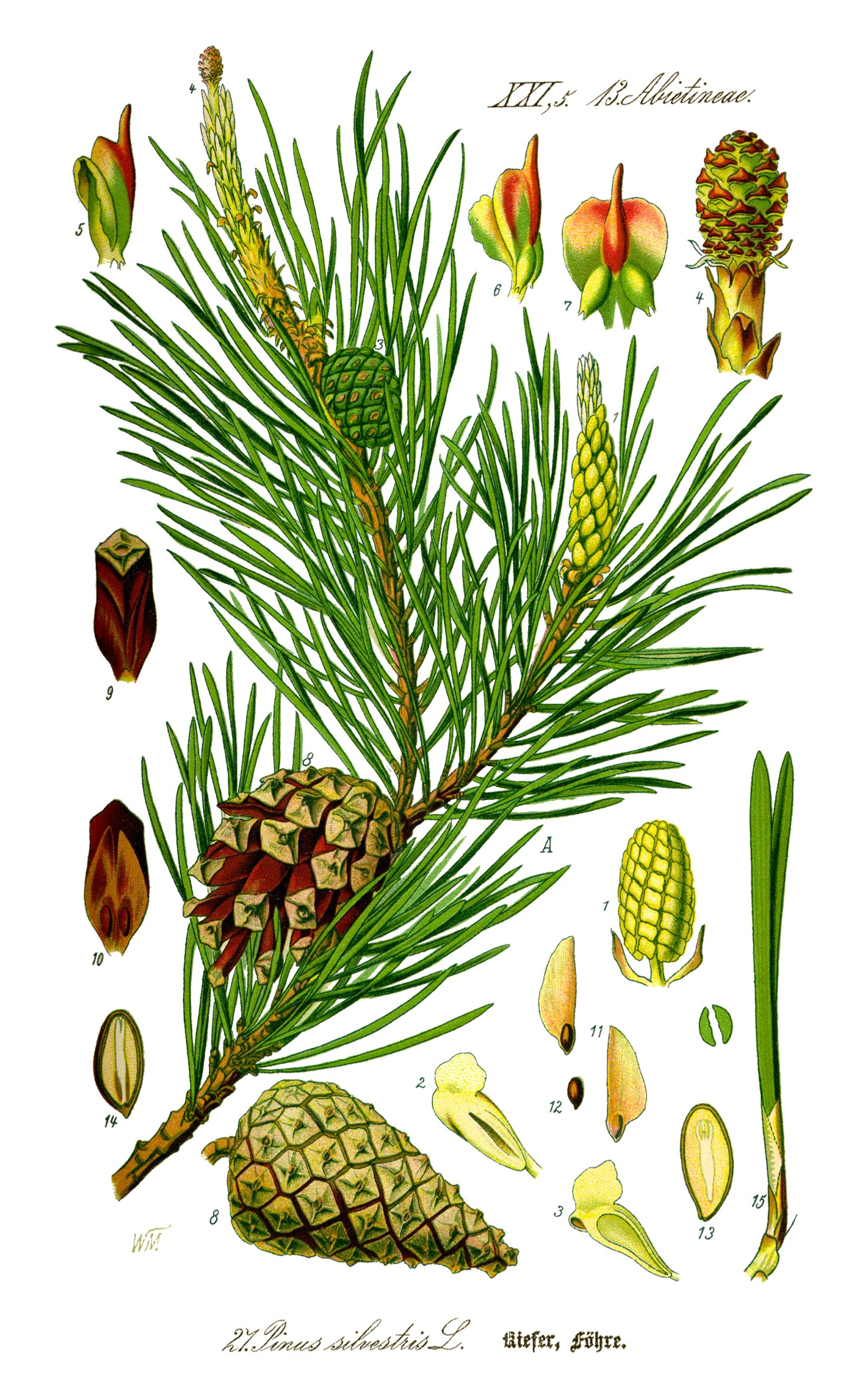
اجزا یک درخت کاج

درخت کاج (نام علمی: Pinus) گونه‌ای درخت از دسته مخروطیان، بدون خزان و همیشه‌سبز است. 
کاج‌ها به ترتیب در شاخه‌های دانه‌داران، بازدانگان، مخروط‌داران دسته‌بندی می‌شوند.

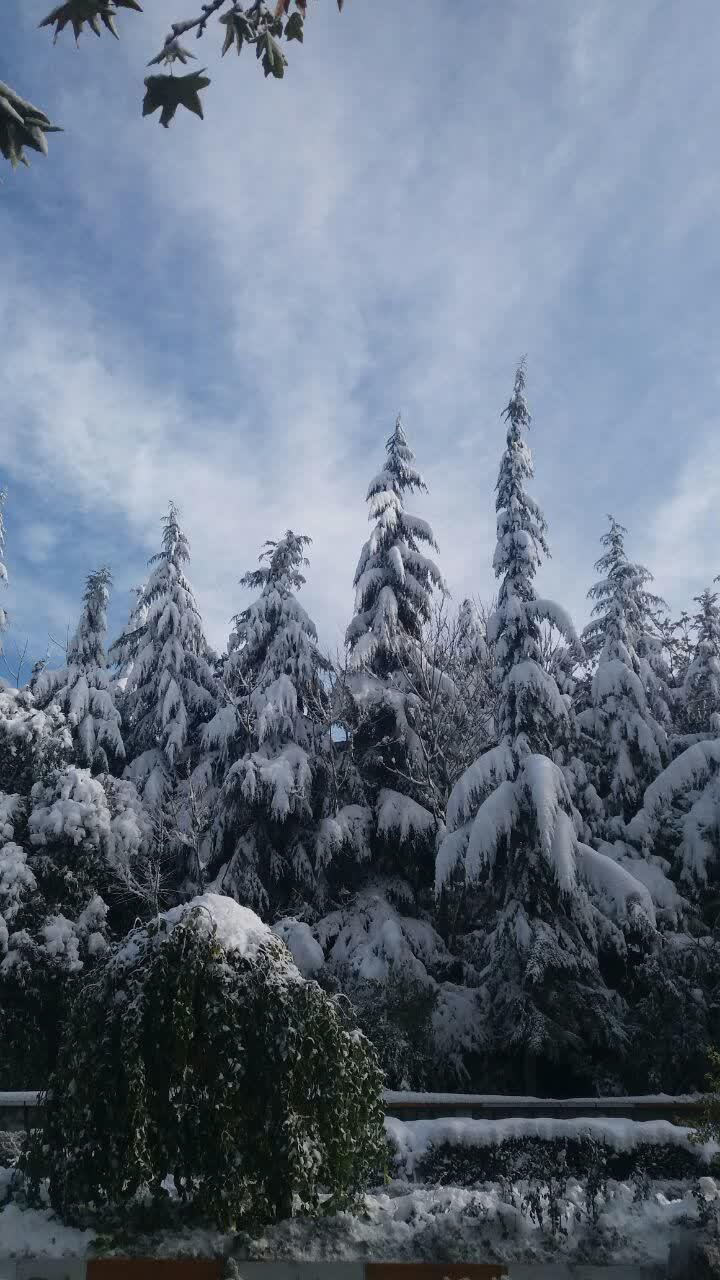
درخت‌های سدر مقدس برف‌خورده در شمال تهران

پولک‌های مخروط کاج همان برگ‌های کاج هستند که دچار دگردیسی شده‌اند.
ماده موجود در یاخته کاج نای‌دیس نام دارد. دانهٔ کاج دانهٔ بال‌دار است که به وسیلهٔ بخش بال‌مانندی با باد به جابجا شده و خود روییده می‌شود.
این درخت همیشه سبز است؛ درخت‌های کاج برگ‌های سوزنی و باریکی با یک غلاف یا پوشش ستبر و چرب بیرونی دارند. این لایه از تبخیر آب جلوگیری می‌کند. از همین روست که برگ‌های این‌گونه از درختان چندین سال عمر می‌کند. وقتی برگ‌های یادشده می‌ریزند، بی‌درنگ برگ‌های تازه‌ای به جای آنها می‌رویند و شاخه‌های این درختان هیچگاه لخت نیستند و کاجیان را درختان همیشه سبز می‌نامند همچنین کاج‌ها کهن‌ترین نژاد درخت های امروزی هستند، کاج ها از شناخته‌شده ترین بازدانگان میباشند. بازدانگان ریشه، ساقه و برگ دارند ولی گل ندارند.

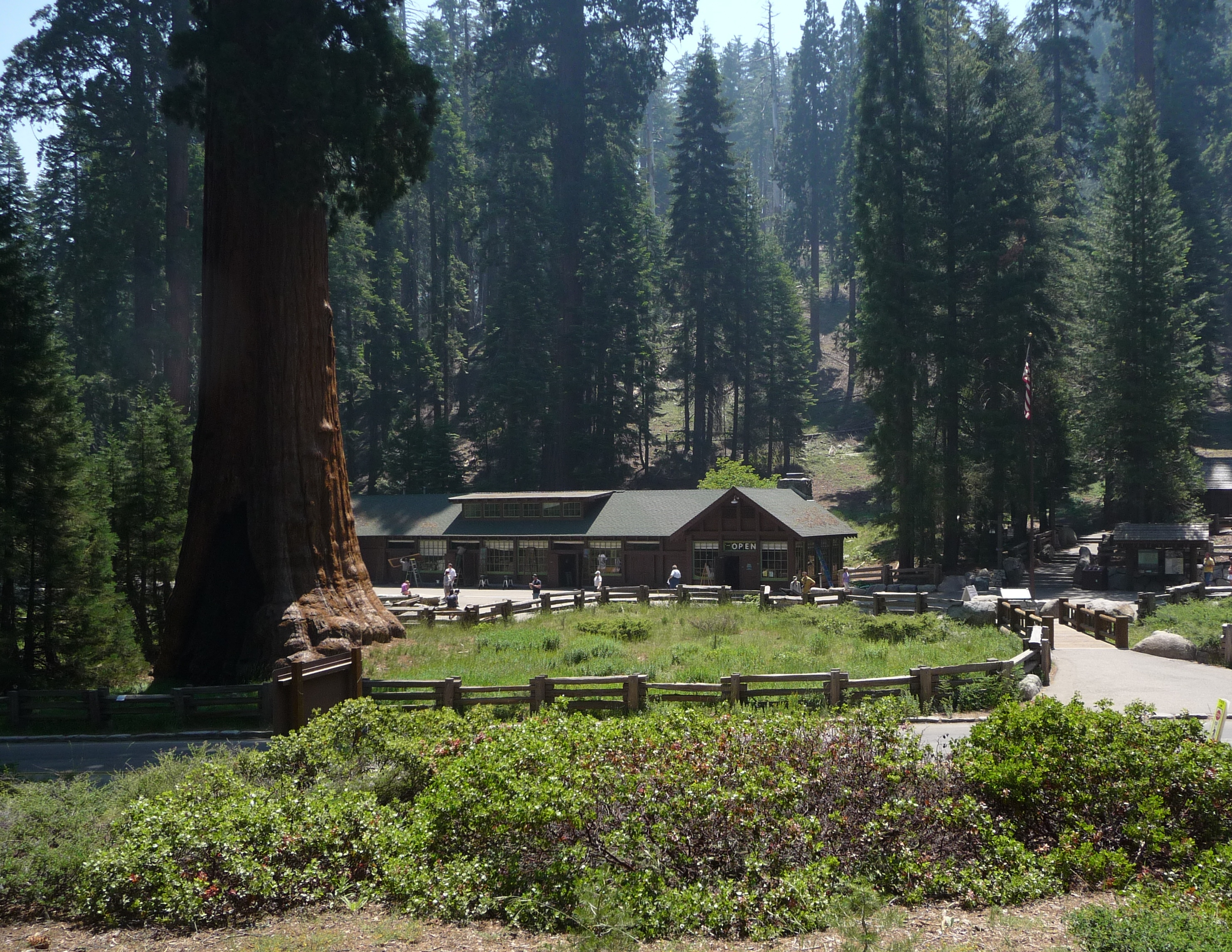
درختان کاج غول پیکر در پارک ملی سکویا کالیفرنیا، آمریکا

## در فرهنگ
کاج‌ها در طول تاریخ، در ادبیات، هنر و نوشتار مذهبی، درختی بوده‌اند که بارها از آن یاد شده است.
کاج یک نقش‌مایه ویژه در هنر و ادبیات چینی داشته است که گاهی نقاشی و شعر را در یک اثر با هم ترکیب می‌کند. برخی از ویژگی‌های نمادین اصلی کاج‌ها در هنر و ادبیات چینی، طول عمر و پایداری است؛ کاج در همگی فصل‌ها، برگ‌های سبز خود را نگه می‌دارد. گاهی کاج و سرو با هم جفت می‌شوند. گاهی نیز، کاج، آلو و بامبو به عنوان "سه دوست زمستان" در نظر گرفته شده‌اند. افزون بر آسیا، در اثرهای هنری و فرهنگی آمریکایی نیز کاج جایگاهی داشته است.

## بر پایه کشور

### ایران
گونه‌های درختان کاج در ایران بسیار دیده می‌شوند؛ به‌دلیل سبز بودن همیشگی شهرداری‌ها، سازمان‌ها و بسیاری از نهادها نیز علاقه‌مند به کاشت این درخت هستند. در شهرهای بزرگ ایران به‌ویژه تهران و شهرستان‌ها کاج در پیرامون شهرها یا محل‌های دلخواه شهرداری‌ها کاشته می‌شود. پارک جنگلی چیتگر تهران، بزرگترین بوستانی است که بیشتر درختان آن کاج است.